# Mètriques a nivell d'article
Les mètriques a nivell d'article són mètriques de cites que mesuren individualment l'ús i impacte d'un article científic.

## Adopció
Tradicionalment, la bibliometria ha estat usada per avaluar l'ús i impacte de la recerca, però normalment s'ha enfocat a les mètriques al nivell de les revistes, com el factor d'impacte, o al nivell dels investigadors, com el factor h. Les mètriques d'article, per la seva banda, intenten demostrar l'impacte d'un article individual. Està relacionat, encara que és diferent, amb les altimètriques.
Van començar el març de 2009, quan PLOS, Public Library of Science, presenta les mètriques a escala d'article per a tots els articles i totes les seves revistes PLOS. Inclou les descàrregues, cites i altimètriques. El març de 2014 va ser anunciat que les estadístiques de COUNTER, que mesuren l'ús dels recursos acadèmics en línia, estan disponibles al nivell d'article.